# Bernhard Eisel
Bernhard "Bernie" Eisel (Voitsberg, 17 februari 1981) is een Oostenrijks voormalig wielrenner.

## Carrière
Eisel maakte in 2002 deel uit van de succesvolle opleidingsploeg van Mapei, waarvan onder andere ook Fabian Cancellara, Michael Rogers en Aurélien Clerc deel uitmaakten. Hij muntte vooral uit als een goed sprinter.
In 2005 won hij de eerste etappe van de Ronde van Zwitserland. Ook in 2009 won hij een rit in de Ronde van Zwitserland. Zijn belangrijkste overwinning is Gent-Wevelgem in 2010.
In 2012 volgde hij Mark Cavendish met zijn overgang naar Team Sky. In 2016 trok hij naar Team Dimension Data. In 2018 reed hij voor deze wielerploeg. Eind 2019 zonder contract besloot hij begin januari 2020 zijn wielercarrière te beëindigen.

### Overwinningen
2002
Radclassic-Gleisdorf
2003
2e etappe GP Erik Breukink
4e etappe Ronde van de Limousin
2004
3e etappe Critérium des Espoirs
2005
4e etappe GP Costa Azul
Puntenklassement GP Costa Azul
1e en 4e etappe Ronde van de Algarve
Puntenklassement Ronde van de Algarve
1e etappe Ronde van Zwitserland
2006
4e etappe Ronde van Qatar
2e etappe Ronde van de Algarve
2e etappe Driedaagse van De Panne-Koksijde
2007
2e etappe Ronde van de Algarve
Lancaster Classic
Reading Classic
2008
5e etappe Ronde van de Algarve
Parijs-Bourges
2009
2e etappe Ronde van Zwitserland
2010
Gent-Wevelgem
1e etappe Ronde van Spanje (ploegentijdrit)
2017
Bergklassement Arctic Race of Norway

## Resultaten in voornaamste wedstrijden
| Jaar | Ronde van Italië | Ronde van Frankrijk | Ronde van Spanje |
| ---- | ---------------- | ------------------- | ---------------- |
| 2002 |                  |                     |                  |
| 2003 | 64e              |                     |                  |
| 2004 |                  | 131e                |                  |
| 2005 |                  | 143e                | opgave           |
| 2006 |                  | 107e                | opgave           |
| 2007 |                  | 121e                |                  |
| 2008 |                  | 144e                |                  |
| 2009 |                  | 150e                |                  |
| 2010 |                  | 155e                | opgave           |
| 2011 |                  | 161e                |                  |
| 2012 | 152e             | 146e                |                  |
| 2013 |                  |                     |                  |
| 2014 | 138e             | 126e                |                  |
| 2015 | 143e             |                     |                  |
| 2016 |                  | 171e                |                  |
| 2017 |                  | 153e                |                  |
| 2018 |                  |                     |                  |
| 2019 |                  |                     |                  |

| Jaar | Milaan-San Remo | Gent-Wevelgem | Ronde van Vlaanderen | Parijs-Roubaix | Amstel Gold Race | E3 Harelbeke | Parijs-Tours | Omloop Het Nieuwsblad |  | WK op de weg |  | Wereldranglijsten |
| ---- | --------------- | ------------- | -------------------- | -------------- | ---------------- | ------------ | ------------ | --------------------- |  | ------------ |  | ----------------- |
| 2002 |                 |               |                      |                |                  |              |              |                       |  | 151e         |  |                   |
| 2003 | 12e             |               | 14e                  | 22e            |                  |              | 55e          | 18e                   |  | 23e          |  |                   |
| 2004 | opgave          |               | 103e                 | 35e            |                  |              |              |                       |  |              |  |                   |
| 2005 | opgave          |               | 13e                  | 49e            |                  | 16e          |              |                       |  | 110e         |  | 162e (UPT)        |
| 2006 | 23e             | 7e            | 15e                  | 5e             |                  |              |              |                       |  | 11e          |  | 74e (UPT)         |
| 2007 | 34e             | 26e           | 86e                  | 65e            |                  |              |              |                       |  |              |  |                   |
| 2008 | 107e            | 160e          | 11e                  | 17e            |                  | 6e           |              |                       |  |              |  | 105e (UPT)        |
| 2009 | opgave          | opgave        | 72e                  | 47e            |                  | 11e          | 44e          |                       |  |              |  | 196e (UWK)        |
| 2010 | 44e             | ↑             | 16e                  | 38e            |                  |              | 9e           | 8e                    |  | 65e          |  | 61e (UWK)         |
| 2011 | 47e             | 7e            | 14e                  | 7e             |                  |              |              | 95e                   |  | 158e         |  | 90e (UWT)         |
| 2012 | opgave          | 129e          | 54e                  | 86e            |                  | ↑            |              | 23e                   |  |              |  | 83e (UWT)         |
| 2013 | 10e             | 7e            | opgave               | 12e            |                  | 36e          |              | 64e                   |  | opgave       |  | 127e (UWT)        |
| 2014 | 65e             | 24e           | 60e                  | 13e            |                  | 54e          |              | 81e                   |  | opgave       |  |                   |
| 2015 | opgave          | opgave        | 99e                  | 71e            |                  | 86e          |              | 71e                   |  |              |  |                   |
| 2016 |                 |               | opgave               | 44e            |                  |              | 43e          |                       |  | opgave       |  |                   |
| 2017 | 185e            | 76e           | 104e                 | 36e            |                  |              | 106e         |                       |  |              |  | 377e (UWT)        |
| 2018 |                 |               |                      |                |                  |              | opgave       | opgave                |  |              |  | 409e (UWT)        |
| 2019 | 128e            | opgave        | 117e                 | 66e            | opgave           | opgave       | opgave       |                       |  |              |  |                   |

## Ploegen
- 2001 –  Mapei-Quick Step
- 2002 –  Mapei-Quick Step-Latexco
- 2003 –  Fdjeux.com
- 2004 –  Fdjeux.com
- 2005 –  Française des Jeux
- 2006 –  Française des Jeux
- 2007 –  T-Mobile Team
- 2008 –  Team Columbia [a]
- 2009 –  Team Columbia-HTC [b]
- 2010 –  Team HTC-Columbia
- 2011 –  Team HTC-High Road
- 2012 –  Sky ProCycling
- 2013 –  Sky ProCycling
- 2014 –  Team Sky
- 2015 –  Team Sky
- 2016 –  Team Dimension Data
- 2017 –  Team Dimension Data
- 2018 –  Team Dimension Data
- 2019 –  Team Dimension Data

Aggiano · Baffi · Ballerini (tot 15/04) · Bartoli · Beltrán · Bettini · Bodrogi · Bramati · Cañada · Cancellara · Cheula · Cioni · D'Amore · Eisel · Fornaciari · Freire  · Garzelli · Gasparre · Horrillo · Hulsmans · Koehler · Lanfranchi · Leysen · McGrory · Nardello · Nocentini · Noè · Paolini · Petrov · Pozzato · Ratti · Rizzi · Rogers · Scinto · Sinkewitz · Steels · Tafi · Tani · Wegelius · Zanini · Zerzáň · Davis (stagiair) · Devolder (stagiair) · Willems (stagiair)
Aggiano · Baffi · Bettini · Bodrogi · Bramati · Cañada · Cancellara · Cheula · Cioni · Clerc · De Waele · Eisel · Evans · Fornaciari · Freire  · Garzelli · Gilmore · Horrillo · Hulsmans · Hunter · Martinez · McGrory · Nardello · Noè · Paolini · Petrov · Pozzato · Ratti · Rogers · Scinto · Steels · Tafi · Trampusch · Wegelius · Willems · Zanini · Davis (stagiair) · Moeravjov (stagiair)
Casar ·
Casper ·
Cooke ·
Da Cruz ·
Derepas ·
Durand ·
Eisel ·
Fritsch ·
Gilbert ·
Guesdon ·
Lhuiller ·
McGee ·
Mengin ·
Pichon ·
Robin ·
Roy ·
Sanchez ·
Vaugrenard ·
Vogondy ·
Wiggins ·
Wilson ·
Gérard (stagiair) ·
Renshaw (stagiair) ·
Vaillant (stagiair)
Bichot ·
Casar ·
Cooke ·
Da Cruz ·
Derepas ·
Eisel ·
Fritsch ·
Gilbert ·
Guesdon ·
Löfkvist ·
McGee ·
Mengin ·
Mourey ·
Renshaw ·
Robin ·
Roy ·
Sanchez ·
Vaugrenard ·
Vogondy ·
Wilson ·
Gérard (stagiair) ·
Humbert (stagiair) ·
Perche (stagiair) 
Auger ·
Bichot ·
Casar ·
Cooke ·
Da Cruz ·
Delage ·
Detilloux ·
Di Grégorio ·
Eisel ·
Finot ·
Gérard ·
Gilbert ·
Guesdon ·
Jégou ·
Löfkvist ·
McGee ·
McLeod ·
Mengin ·
Monnerais ·
Mourey ·
Renshaw ·
Roy ·
Sanchez ·
Vaugrenard ·
Veikkanen ·
Wilson ·
Drujon (stagiair) ·
Jeandesboz (stagiair) ·
Patanchon (stagiair) 
Auger ·
Bichot ·
Casar ·
Da Cruz ·
Delage ·
Detilloux ·
Di Grégorio ·
Eisel ·
Finot ·
Gérard ·
Gilbert ·
Guesdon ·
Jégou ·
Joly ·
Ladagnous ·
Larsson ·
Leblacher ·
Löfkvist ·
McGee ·
McLeod ·
Mengin ·
Monnerais ·
Mourey ·
Patanchon ·
Roy ·
Vaugrenard ·
Veikkanen ·
Cherel (stagiair) ·
Gudsell (stagiair) ·
Jeandesboz (stagiair) 
Barry ·
Baumann ·
Bernucci ·
Burghardt ·
Cavendish ·
Ciolek ·
Davis ·
Eisel ·
Gerdemann ·
Grabsch ·
Greipel ·
Guerini (tot 31/08) ·
Hammond ·
Hansen ·
Henderson ·
Hontsjar (tot 15/06) ·
Kirchen ·
Klier ·
Knaven ·
Korff ·
Merckx (tot 31/07) ·
Olsen ·
Piil ·
Pinotti ·
Raboň ·
Rogers ·
Schreck ·
Sinkewitz (tot 31/07) ·
Ziegler ·
Beima (stagiair) ·
Kljoejev (stagiair) ·
Stannard (stagiair) 
Barry ·
Boasson Hagen ·
Burghardt ·
Cavendish ·
Ciolek ·
Davis ·
Devine ·
Eisel ·
Gerdemann ·
Grabsch   ·
Greipel ·
Hammond ·
Hansen ·
Henderson ·
Hincapie ·
Kirchen ·
Klier ·
Knaven ·
Lewis ·
Löfkvist ·
Martin ·
Pinotti ·
Possoni ·
Raboň ·
Reynés ·
Rogers ·
Sieberg ·
Siwtsow ·
Wiggins ·
Dockx (stagiair)
Albasini ·
Barry ·
Boasson Hagen ·
Burghardt ·
Cavendish ·
Dockx ·
Eisel ·
Grabsch   ·
Greipel ·
Hansen ·
Henderson ·
Hincapie ·
Kirchen ·
Lewis ·
Löfkvist ·
Martin ·
Monfort ·
Pinotti ·
Possoni ·
Raboň ·
Renshaw ·
Reynés ·
Rogers ·
Sieberg ·
Siwtsow
Albasini ·
Bak ·
Cavendish ·
Dockx ·
Eisel ·
Ghyselinck ·
Goss ·
Grabsch ·
Greipel ·
Gretsch ·
Guldhammer ·
Hansen ·
Howard ·
Lewis ·
Martin ·
Monfort ·
Pinotti ·
Raboň ·
Renshaw ·
Reynés ·
Rogers ·
Roulston ·
Saramotins ·
Sieberg ·
Siwtsow ·
van Garderen ·
M. Velits ·
P. Velits
Albasini ·
Bak ·
Brammeier ·
Cavendish  ·
Degenkolb ·
Eisel ·
Fairly ·
Ghyselinck ·
Goss ·
Grabsch ·
Gretsch ·
Howard ·
Lewis ·
Martin   ·
Pate ·
Pinotti ·
Raboň ·
Rasmussen (tot 15/09) ·
Renshaw ·
Roulston ·
Siwtsow ·
Smukulis ·
van Garderen ·
M. Velits ·
P. Velits ·
Dempster (stagiair) ·
Norris (stagiair)
Appollonio ·
Barry ·
Boasson Hagen ·
Cavendish  ·
Eisel ·
Dowsett ·
Flecha ·
Froome ·
Henao ·
Hayman ·
Hunt ·
Kennaugh ·
Knees ·
Löfkvist ·
Nordhaug ·
Pate ·
Porte ·
Puccio ·
Rogers ·
Rowe ·
Siwtsow ·
Stannard ·
Sutton ·
Swift ·
Thomas ·
Urán ·
Wiggins ·
Zandio ·
Martinelli (stagiair) 
Boasson Hagen ·
Boswell ·
Cataldo ·
Dombrowski ·
Eisel ·
Edmondson ·
Froome ·
Henao ·
Hayman ·
Kennaugh ·
Kiryjenka ·
Knees ·
López ·
Pate ·
Porte ·
Puccio ·
Rasch ·
Rowe ·
Siwtsow ·
Stannard ·
Sutton ·
Swift ·
Thomas ·
Tiernan-Locke ·
Urán ·
Wiggins ·
Zandio
Boasson Hagen · Boswell · Cataldo · Deignan · Dombrowski · Earle · Edmondson · Eisel · Froome · Seb. Henao · Ser. Henao · Kennaugh · Kiryjenka · Knees · López · Nieve · Pate · Porte · Puccio · Rasch · Rowe · Siwtsow · Stannard · Sutton · Swift · Thomas · Tiernan-Locke · Wiggins   · Zandio
Boswell · Deignan · Earle · Eisel · Fenn · Froome · Seb.Henao · Ser.Henao · Kennaugh · Kiryjenka   · Knees · König · López · Nieve · Nordhaug · Pate · Poels · Porte · Puccio · Roche · Rowe · Siwtsow · Stannard · Sutton · Swift · Thomas · Viviani · Wiggins   (tot 12/04) · Zandio · Geoghegan Hart (stagiair) · Peters (stagiair)
Antón · Berhane · Boasson Hagen · Bos · Brammeier · Cavendish · Cummings · Debesay · Dougall · Eisel · Farrar · Fraile · Haas · J.Janse van Rensburg · R.Janse van Rensburg · Jim · Kudus · Meyer · Niyonshuti · Pauwels · Reguigui · Renshaw · Sbaragli · Siwtsow · Teklehaimanot · Thomson · Venter · van Zyl · Eyob (stagiair) · Gebreigzabhier (stagiair) · Gibbons (stagiair)
Antón · Berhane · Boasson Hagen · Cavendish · Cummings · Debesay · Dougall · Eisel · Farrar · Fraile · Gibbons · Haas · J. Janse van Rensburg · R. Janse van Rensburg · King · Kudus · Morton · Niyonshuti · O'Connor · Pauwels · Reguigui · Renshaw · Sbaragli · Teklehaimanot · Thomson · Thwaites · Venter · van Zyl · Dlamini (stagiair) · Eyob (stagiair) · Gebreigzabhier (stagiair)
Antón · Berhane · Boasson Hagen · Cavendish · Cummings · Davies · Debesay · Dlamini · Dougall · Eisel · Gebreigzabhier · Gibbons · J. Janse van Rensburg · R. Janse van Rensburg · King · Kudus · Meintjes · Morton · O'Connor · Pauwels · Renshaw · Slagter · Thomson · Thwaites · Venter · Vermote · van Zyl
Bak · Boasson Hagen · Cavendish · Cummings · Davies · de Bod · Dlamini · Eisel · Gasparotto · Gebreigzabhier · Gibbons · J. Janse van Rensburg · R. Janse van Rensburg · King · Kreuziger · Mäder · Meintjes · Nizzolo · O'Connor · Renshaw · Slagter · Thomson · Tiller · Valgren · Venter · Vermote · Wyss